# Феррейра Силва, Раймундо
Раймундо Феррейра Силва (порт.-браз. Raimundo Ferreira Silva; 28 февраля, по другим данным 29 февраля 1933, Сан-Жозе-да-Варжинья, Минас-Жерайс — 29 апреля 2000, Белу-Оризонти), в некоторых источниках Раймундо Феррейра да Силва (порт.-браз. Raimundo Ferreira da Silva), более известный как Раймундиньо (порт.-браз. Raimundinho) — бразильский футболист, левый нападающий.

## Карьера
Раймундиньо начал карьеру в клубе «Оризонти Текстил», откуда перешёл в «Насьонал». Далее футболист стал игроком молодёжного состава клуба «Крузейро». 28 октября 1951 года Раймуниньо дебютировал в основном составе команды в матче с «Сидеруржикой» (1:1). 16 марта 1952 года он забил первый мяч за клуб, поразив ворота «Атлетико Минейро» (3:4). В 1954 году нападающий стал лучшим бомбардиром чемпионата, забив 13 голов. В том же сезоне он вёл переговоры об аренде в клуб «Америка» из Рио-де-Жанейро, однако на этот трансфер наложило вето Бразильская спортивная конфедерация. Два года спустя Раймундиньо отпраздновал победу в чемпионате штата Минас-Жерайс.В начале 1957 года Раймундиньо серьёзно заболел, из-за чего «Крузейро» посчитал невозможным его дальнейшую футбольную карьеру. Однако форвард неожиданно выздоровел и всё-таки уехал в «Америку». Однако там он находил совсем не долго и уже в феврале 1958 года вернулся в «Крузейро».
Раймундо выиграл с «Крузейро» в 1959 и 1960 годах два чемпионата штата. А в 1961 году ехал в Венесуэлу. 21 августа 1962 года Раймундиньо в третий раз подписал контракт с «Крузейро». На этот раз он был продолжительностью в пол-года и заработной платой в 30 тысяч крузейро в месяц. 18 апреля 1963 года футболист провёл последний матч за клуб, в котором тот обыграл «Вила-Нову» со счётом 3:1. Всего за «Крузейро» Раймундиньо сыграл в 360 матчах и забил 114 голов, по другим данным 111 голов, по третьим данным 112 голов, по ещё одним данным 323 матча и 103 гола. 1 августа 1963 года футболист перешёл в «Ренассенсу». Там Раймундиньо и завершил карьеру в 1964 году.

## Клубная статистика
| Сезон | Клуб          | Лига         | Чемпионат | Чемпионат |
| Сезон | Клуб          | Лига         | Игры      | Голы      |
| ----- | ------------- | ------------ | --------- | --------- |
| 1951  | Крузейро      | Лига Минейро | 3         | 0         |
| 1952  | Крузейро      | Лига Минейро | 24        | 7         |
| 1953  | Крузейро      | Лига Минейро | 32        | 17        |
| 1954  | Крузейро      | Лига Минейро | 36        | 16        |
| 1955  | Крузейро      | Лига Минейро | 23        | 6         |
| 1956  | Крузейро      | Лига Минейро | 28        | 10        |
| 1957  | Крузейро      | Лига Минейро | 8         | 3         |
| 1957  | Америка (Рио) | Лига Кариока | ?         | ?         |
| 1958  | Крузейро      | Лига Минейро | 44        | 11        |
| 1959  | Крузейро      | Лига Минейро | 41        | 13        |
| 1960  | Крузейро      | Лига Минейро | 45        | 16        |
| 1961  | Крузейро      | Лига Минейро | 28        | 3         |
| 1962  | Крузейро      | Лига Минейро | 8         | 1         |
| 1963  | Крузейро      | Лига Минейро | 3         | 0         |

## Достижения

### Командные
- Чемпион штата Минас-Жерайс: 1956, 1959, 1960

### Личные
- Лучший бомбардир чемпионата штата Минас-Жерайс: 1954 (13 голов)

## Личная жизнь
Раймундиньо был женат. У него было пятеро детей.